# Löwenherz (Spiel)
Löwenherz ist ein Spiel von Klaus Teuber, das er in Zusammenarbeit mit Reiner Müller und der gemeinsamen Firma TM-Spiele entwickelt hat. Es erschien 1997 mit dem Untertitel Die Grenzen der Macht bei Goldsieber und wurde mit dem Deutschen Spiele Preis ausgezeichnet. 2003 wurde vom Franckh-Kosmos-Verlag eine überarbeitete Neuauflage mit dem Untertitel Der König kehrt zurück herausgegeben.

## Entwicklung
Die Idee zu Löwenherz – Die Grenzen der Macht entstand im Zuge der Entwicklung des Spiels Die Siedler von Catan. Da Klaus Teuber das ursprünglich als Kolonisation entwickelte Spiel, bei dem eine Insel zunächst entdeckt und besiedelt werden sollte und sich denn Territoriumsstreitigkeiten ergeben, zu komplex und zu materialintensiv für eine Veröffentlichung erschien, teilte er das Spiel in drei separate Spiele auf. Den dritten Teil, aus dem Löwenherz entstand, stellte er zunächst zurück. Der Entdeckungsteil erschien 1996 als Entdecker, der mittlere Teil, die Besiedlung als Die Siedler von Catan bereits 1995.
Löwenherz gewann im Erscheinungsjahr den Deutschen Spiele Preis und kam auf die Auswahlliste zum Spiel des Jahres.
2003 erschien es als Löwenherz – Der König kehrt zurück, was auf die lange Abwesenheit Richard I. „Löwenherz“ anspielt, mit geändertem Design und gestrafften Regeln bei Kosmos sowie parallel dazu als PC-Spiel bei Dartmoor-Softworks sowie als Online-Version in der Catan Online Welt. Die Kosmos-Ausgabe wurde mit einem 5. Platz beim Deutschen Spiele Preis 2003 ausgezeichnet.

## Übersetzungen
Unter dem Namen „Domaine“ erschien eine englische Übersetzung zunächst bei Rio Grande Games und später bei Mayfair Games mit dem Zusatz „Land, Wealth, Power. Prestige“. Unter dem Namen „Leeuwenhart“ erschien eine niederländische Übersetzung bei 999 Games und als „Richard Coeur de Lion“ eine französische Übersetzung bei Tilsit Editions. Bei allen handelt es sich um Übersetzungen der 2003er Ausgabe.